# Faro de Colombo
El Faro de Colombo es un faro en Colombo, en Sri Lanka que es manejado y mantenido por la Autoridad de Puertos de Sri Lanka. Se encuentra en la punta "Galbokka" al sur del puerto de Colombo en el paseo marítimo a lo largo de la costa del mar, en el Fuerte Colombo. 
El faro fue construido en 1952 después de que el antiguo Faro de Colombo fue desactivado cuando su luz se vio oscurecida por edificios cercanos, como parte del proyecto de expansión del puerto de Colombo. Fue inaugurado por el primer ministro de Ceilán (antiguo nombre de Sri Lanka). Construido sobre una base de hormigón que se encuentra a 12 metros de altura que cuenta con cuatro estatuas de leones en su base.